# Ван Дунь
Ван Дунь (кит.: 王導; 266 — 324) — військовий та політичний діяч часів Східної Цзінь.

## Життєпис
Походив з північного аристократичного клану Ван, відомого з VIII ст. до н. е. Син сановника Ван Цзі. Народився 266 року. Розпочав військову діяльність наприкінці панування імператора Сима Яня, відзначившись в декількох кампаніях. Призначений військовим помічником спадкоємця трону Сима Чжуна (за це отримав прізвисько Чучжун).
Зі сходження Сима Чжуна на трон 290 року увійшов до почту цього імператора, одружившись на його сестрі принцесі Сянчен. З початком війни восьми князів 300 року забезпечував захист імператора. Згодом призначений губернатором провінції Ян (сучасна провінція Чжецзян і південна частина провінцій Цзянсу і Аньхой).
307 року залучений стриєчним братом Ван Дао до двору Сима Жуя, князя Лан'є. В подальшому керував придушенням повстання на чолі із Ду Тао в провінціях Цзян (сучасна Цзянсі та східний Хубей) і Цзін (сучасні Хубей і Хунань). Зрештою ці провінції перетворилися у фактичний домен Ван дуня.
У 317—318 роках допомагав Сима Жую, який оголосив себе імператором. З 320 року зростає напруженість між Ван Дунєм та Сима Жуєм. Останній 321 року зібрав війська на чолі із Дай Юанєм, які спочатку були спрямовані проти Пізньої Чжао, але Ван дунь побоювався виступу цих сил проти себе. 322 року він почав відкритий заколот. Він швидко дійшов до столиці імперії — Цзянькана, завдавши поразки військам імператора, якого захопив у полон. Наступником кроком стала перемога над князем Сима Ченом. В результаті фактична влада опинилася в Ван Дуня.
Невдовзі після сходження на трон 323 року нового імператора Сима Шао наказав знищити впливовий клан Чжоу. Також всиновив небожа Ван Іна. 324 року, намагаючись передати останньому владу, вирішив повалити власне династію Сима. Втім заколот виявився невдалим, внаслідок зради небожа Ван Юньчжі (видав імператору план змови) та Вень Цзяо, командира залоги столиці, та інтригам стриєчного брата Ван Дао. Під час кампанії Ван Дунь помер, а його брат Ван Хань і названий син Ван Ін невдовзі зазнали поразки й загинули.